# جيسيكا جاكوبس
جيسيكا جاكوبس (بالإنجليزية: Jessica Jacobs)‏ (و. 1990 – 2008 م) هي ممثلة، ومغنية، وعازفة قيثارة، من أستراليا، ولدت في ملبورن، توفيت عن عمر يناهز 18 عاماً.

## وصلات خارجية
- جيسيكا جاكوبس على موقع IMDb (الإنجليزية)
- جيسيكا جاكوبس على موقع ألو سيني (الفرنسية)
- جيسيكا جاكوبس على موقع قاعدة بيانات الفيلم (الإنجليزية)
- جيسيكا جاكوبس على موقع كينوبويسك (الروسية)